# Holland (Michigan)
Locatie van Holland in Michigan

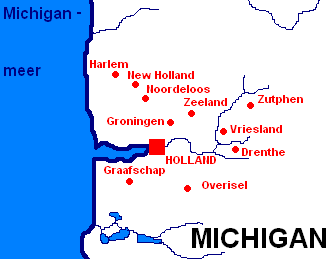
Holland in Michigan

Holland is een stad in het westen van de staat Michigan (VS), aan het Macatawameer, niet ver van het Michiganmeer.
Het merendeel van Holland ligt in Ottawa County, hoewel de grenzen van de stad de grens van Allegan County overschrijden. Uit het resultaat van de federale volkstelling van 2000 bleek dat de stad toen 35.048 inwoners had.

## Geschiedenis, afkomst en godsdienst
De plaats werd gesticht in 1847, als een nederzetting van Nederlandse Calvinisten door een aantal bewoners van Ommen onder leiding van de afgescheiden dominee dr. A.C. van Raalte. Op 25 maart 1867 werd Holland een stad met Isaac Cappon als burgemeester. Kort daarop werd de stad geteisterd door een grote stadsbrand op 8 en 9 oktober 1871. 
Het Holland Museum bevat de geschiedenis van de stad. Het Cappon House Museum werd gebouwd in 1874 en is een historisch museum, dat ooit het huis was van de eerste burgemeester van Holland, de Nederlandse immigrant Isaac Cappon. Het Settlers House Museum is een gebouw dat de grote stadsbrand heeft doorstaan en bevat meubels en voorwerpen uit de 19e eeuw. De binnenstad is goed onderhouden en staat vermeld op het Nationale Register van Historische Plaatsen. 
Holland gaat nog altijd prat op een hoog percentage Nederlandse Amerikanen, geschat op 28% (zie ook Nederlands in de Verenigde Staten), van wie velen nog het afgescheiden geloof aanhangen, dat door de stichters werd meegenomen. Hoewel slechts weinig inwoners nog de Nederlandse taal machtig zijn, herinneren sommige gebruiken aan de Nederlandse wortels. Zo wordt pea soup ook wel snert genoemd en zegt men bij vochtig weer: it's benauwd. Het embleem van het politiekorps van de stad is getooid met de spreuken God zy met ons en Eendragt maakt magt.

## Onderwijs
In de stad Holland zijn het Hope College (liberal arts college) en de Western Theological Seminary gevestigd, beide instituten van de Reformed Church in America.

## Cultuur
Elk jaar wordt in Holland het Tulip Time Festival gehouden. Het festival gedenkt de Nederlandse afkomst van vele inwoners van de stad. Het festival wordt meestal gehouden in de tweede week van maand mei, wanneer de vele tulpen rondom de stad in bloei staan.

## Politiek
In 1987 werd het 23 jaar jonge gemeenteraadslid Phil Tanis, die nog maar net was afgestudeerd aan Hope College, verkozen tot burgemeester van Holland. Hij was de jongste burgemeester ooit van de stad.
Holland is de enige plaats in Ottawa County waar de Democratische Partij de overhand heeft.

## Economie
In Holland is 's werelds grootste augurkenfabriek gevestigd. De fabriek staat, sinds de oprichting in 1897, nog op precies dezelfde locatie en is eigendom van de H.J. Heinz Company.
Het vliegveld West Michigan Regional Airport zorgt voor internationale verbindingen.

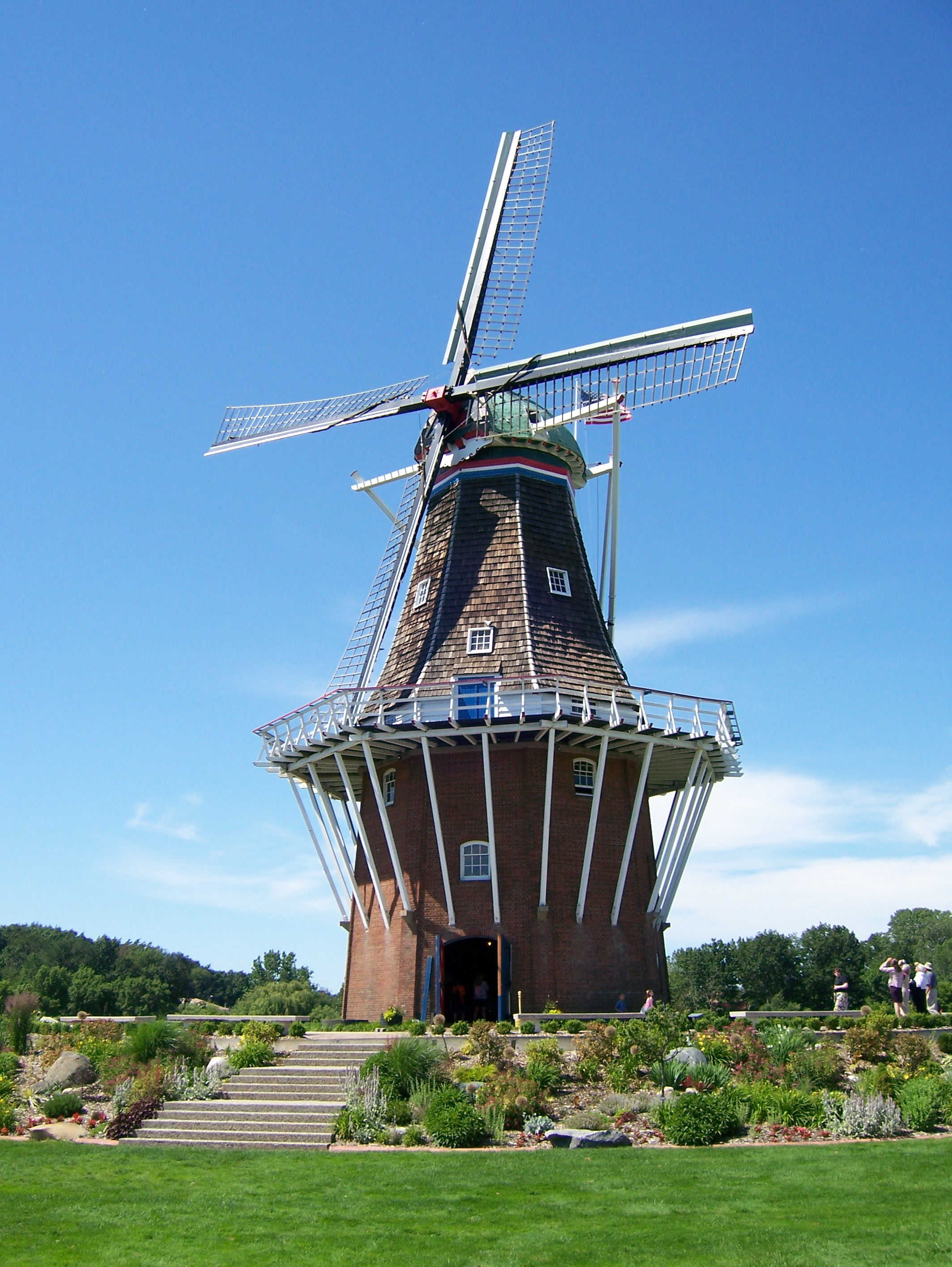
Molen De Zwaan werd in 1964 in Vinkel afgebroken en herbouwd in Holland
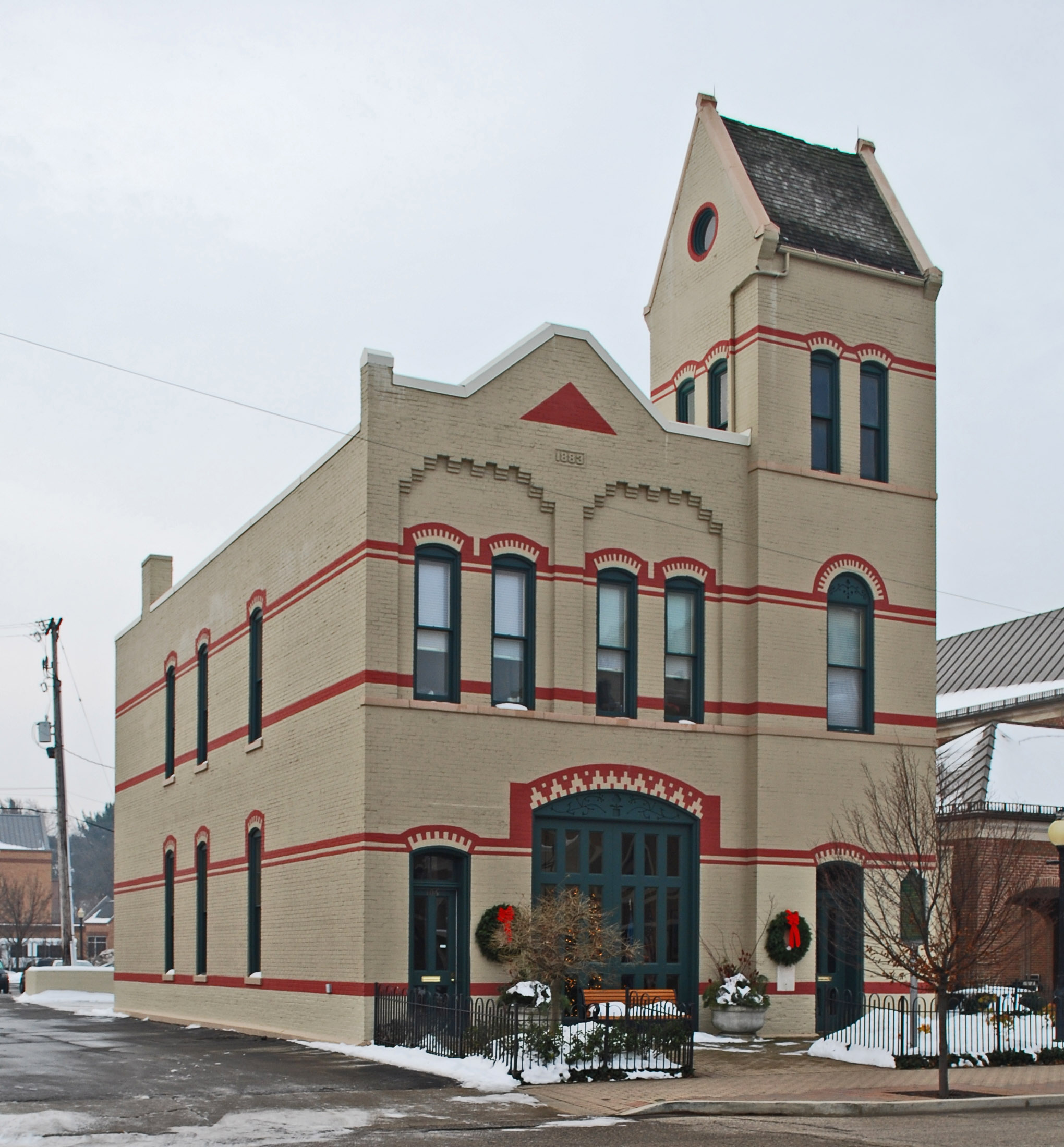
Brandweerkazerne
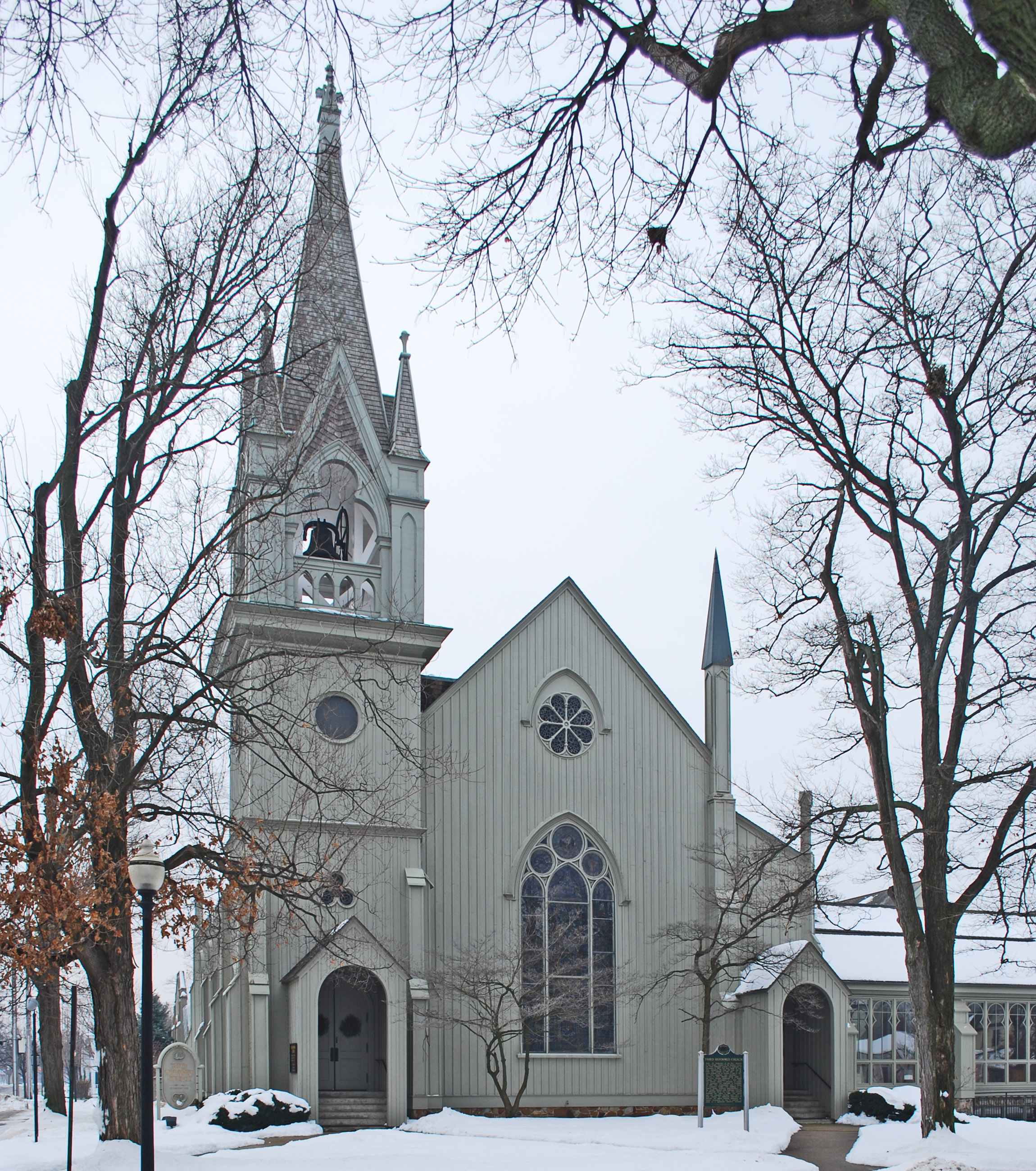
Third Reformed Church of Holland
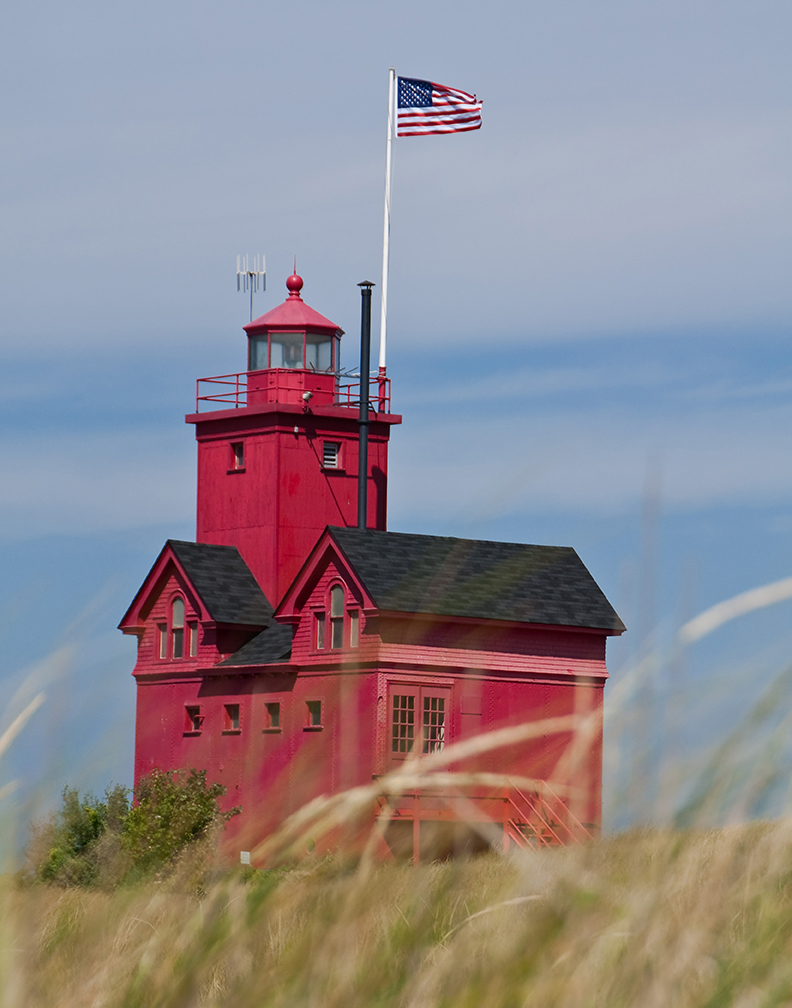
Vuurtoren "Big Red"

## Plaatsen in de nabije omgeving
De onderstaande figuur toont nabijgelegen plaatsen in een straal van 24 km rond Holland.

## Geboren in Holland
- Betsy DeVos (1958), politica
- Kennedy McMann (1996), actrice

## Trivia
Sufjan Stevens heeft op zijn album "Greetings from Michigan The Great Lake State" een nummer uitgebracht vernoemd naar Holland.